# Albert Bonneau
Pour les articles homonymes, voir Bonneau et Jacques Chambon.
Albert Bonneau, né le 23 août 1898 à Moulins et mort le 24 janvier 1967 à Chambon-sur-Voueize, est un auteur de romans d'aventures, de cape et d'épée et de westerns (notamment la série Catamount). Il a utilisé, dans le cadre de son activité d'écrivain, une bonne douzaine de pseudonymes comme Maurice de Moulins, Jean Voussac, Jacques Chambon, Capitaine Francœur, Norma Kingston, Jehan Bourbonnais, Henri Gaillard ou Tante Élise. Certains de ses pseudonymes font référence à la région Auvergne où il a vécu, ainsi Moulins et Voussac qui sont deux agglomérations du département de l'Allier.

## Biographie
Réformé du fait d'une claudication, il ne put jamais devenir militaire comme il l'avait voulu. Il embrassa la carrière de journaliste, d'abord à la revue Comœdia, puis rédacteur à Cinémagazine de 1922 à 1925. Il a écrit des scénarios pour des bandes-dessinées comme Petit Riquet.
La prolificité d'Albert Bonneau est une des caractéristiques de son œuvre, à tel point qu'Alain Sanders par exemple jugeait en 2012 « impossible » de dénombrer l'ensemble de sa production, d'où son qualificatif d'homme au mille romans. Marcel Chameau et Pascal Jonnard dans leur biographie Sur la piste d’Albert Bonneau avancent l'existence de plus de 750 titres parus sous les différents pseudonymes. Ce nombre s'explique par la force de travail de l'écrivain, capable de fournir un manuscrit tous les quinze jours.